# Shijak
Shijak este un oraș din Albania, în Districtul Durrës. Are o populație de circa 30.000 de locuitori.
1. 1 2  GeoNames